# 横田勇
横田 勇（よこた いさむ ）は、日本の厚生官僚、工学者（廃棄物処理・環境影響評価・環境政策）。学位は博士（工学）（東京大学・1991年）。静岡県立大学名誉教授。

## 来歴
1965年に東京大学の理学部地学科卒業。東京大学学士入学、1969年、工学部都市工学科卒業。東京大学大学院工学研究科、博士号取得。
東京大学工学部卒業後、厚生省入省。環境衛生局公害部、水道環境部、環境庁企画調整局，大気保全局、国立公害研究所出向。1991年、厚生省退職、静岡県立大学に転じ、大学院生活健康科学研究科教授。2006年、静岡県立大学名誉教授。

## 研究
専門は廃棄物処理、環境影響評価、環境政策。